# Anca Tănase
Anca Tănase (n. 15 martie 1968, Bunești, România) este o fostă canotoare română, laureată cu aur la Atlanta 1996.